# Eidipsometria

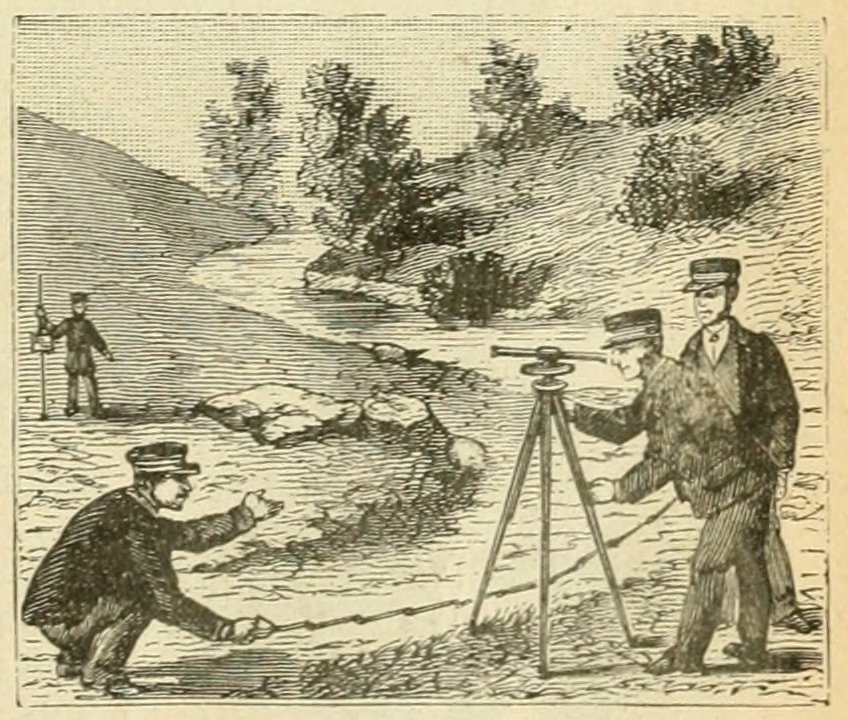
Rilevamento topografico in un disegno di fine Ottocento.

Eidipsometria è un termine di uso soprattutto ottocentesco con cui, nell'ambito della topografia, si indicano le operazioni di rilevamento planimetrico e altimetrico di un territorio e la sua rappresentazione grafica sul campo (eidotipo), propedeutiche alla stesura di una carta topografica vera e propria. Possono essere eseguite utilizzando diversi metodi: quello celerimetrico, quello fotogrammetrico o quello stereogrammetrico. La funzione essenziale dell'eidotipo, che è solo un disegno schematico e in scala approssimativa dell'area esplorata, è di riportare le quote e le distanze dei punti rilevati e degli altri dettagli topografici necessari.
L'eidipsometria non va confusa con l'"ipsometria" che, pur simile nel nome e in parte nello scopo (il calcolo dell'altimetria), è tuttavia una tecnica diversa basata non sull'osservazione e il rilevamento diretti ma sulla deduzione dell'altitudine dalla pressione atmosferica grazie alla classica formula ipsometrica.